# 2006年勁歌金曲優秀選第一回得獎名單
2006勁歌金曲優秀選第一回於2006年4月15日晚上在將軍澳工業邨電視廣播城舉行，由崔建邦、at17主持，並由無綫電視之翡翠台作現場直播。全晚頒發十二首得獎歌曲。

## 得獎名單

### 優秀選得獎歌曲（按頒發次序排序）
- 維納斯 - 黃耀明
- 三生有幸 - 鄭中基
- 幼稚園 - Twins
- 尋找獨角獸 - 薛凱琪
- 愛你變成恨你 - 吳雨霏
- 圓滿 - 何韻詩
- 赤地雪 - 容祖兒
- 濛 - 麥浚龍
- 今夜你不會來 - 衛　蘭
- 一生何求 - 古巨基
- 實情 - 廖碧兒
- 婚前的女人 - 李克勤

### 最受歡迎華語歌曲獎
- Kiss Goodbye - 王力宏

### 最受歡迎廣告歌曲獎
- 赤地雪 - 容祖兒

### 新人薦場飆星獎
- 廖碧兒